# Lev Alexandrovič Mej
Lev Alexandrovič Mej (rusky Лев Александрович Мей, 13. únorajul./ 25. února 1822greg., Moskva – 16. květnajul./ 28. května 1862greg., Petrohrad) byl ruský básník, prozaik, dramatik a překladatel.

## Život
Pocházel ze zchudlé šlechtické rodiny. Jeho otcem byl poruštěný německý důstojník, který byl zraněn v bitvě u Borodina a brzy zemřel. Vzdělání získal nejprve v letech 1831-1836 ve šlechtickém ústavu v Moskvě a pak v lyceu v Carském Selu. Po absolvování lycea roku 1841 působil až do ledna 1849 v kanceláři moskevského generálního gubernátora.

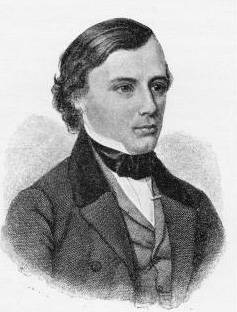
Lev Alexandrovič Mej

Roku 1845 začal spolupracovat s Pogodinovým časopisem Moskvan (Москвитянин), ve kterém publikoval své básně, dramata a překlady. Roku 1850 se stal členem „mladé redakční rady časopisu“ a vedl rubriku ruské a zahraniční literatury. Téhož roku se oženil s dcerou statkáře a žil na smolenském panství svého tchána.
Nějakou dobu učil na 2. moskevském gymnáziu, ale pro neshody s kolegy byl nucen odejít. Roku 1853 se odstěhoval do Petrohradu a věnoval se výhradně literární tvorbě. Publikoval například v časopise Ruské slovo (Русское слово) a byl korektorem a později členem redakční rady časopisu Knihovna pro čtení (Библиотека для чтения). Dokonce života se také věnoval překladům na zakázku.
Žil bohémským životem a měl velkou zálibu v pití alkoholu, což vedlo k jeho předčasné smrti ve čtyřiceti letech. Pohřben byl v Petrohradě na Mitrofanievském hřbitově. Roku 1935 byly jeho ostatky přeneseny na Literatorskije mostki (Литераторские мостки) na petrohradském Volkovkém hřbitově.

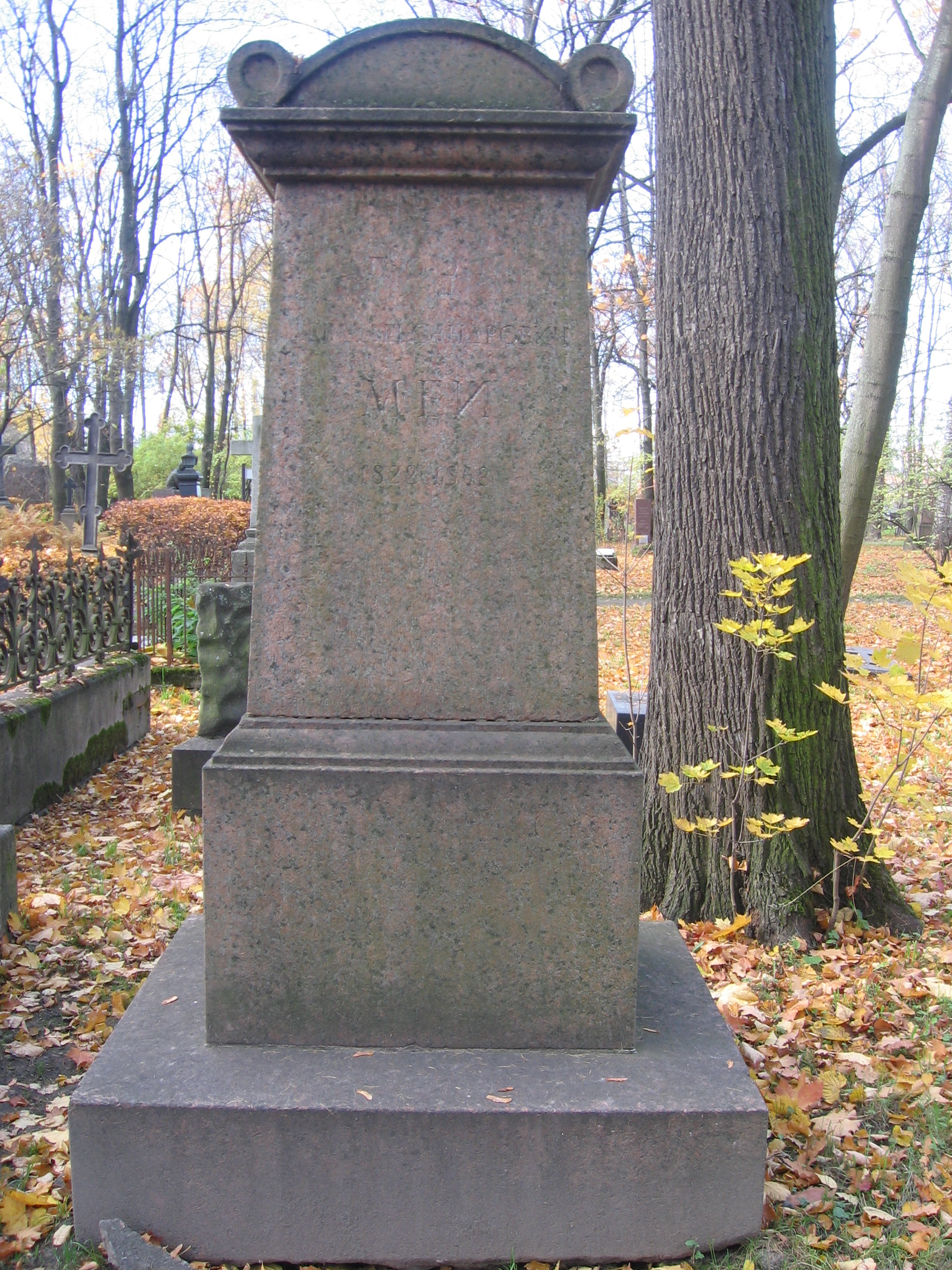
Mejův náhrobek na Volkovkém hřbitově

Mej je především virtuosem veršc, obsahově jsou však jeho básně slabší a většina z nich je parafrází přetlumočených dojmů. Patří však k předním ruským překladatelům. Mistrně přeložil Píseň písní, Heineovy a Schillerovy básně, díla Anakreóna a dalších. Do současné ruštiny také převedl Slovo o pluku Igorově. Je rovněž autorem několika próz a tří historických dramat, které všechny zhudebnil Rimskij-Korsakov. Zhudebněna byla také řada jeho básní na lidové motivy například Musorgským, Borodinem, Čajkovským nebo Rachmaninovem.

## Výběrová bibliografie
- Царская невеста (1849, Carská nevěsta), historickš drama odehrávsjíví se roku 1572.
- Отойди от меня, сатана! (1851, Odejdi ode mě, satane!), báseň, řada mistrné vykreslených obrazů, které ďábel-pokušitel odhaluje před Kristem.
- Сервилия (1854, Servilija), historické drama z doby císaře Nerona, ve které, se Mej snažil ukázat vítězství křesťanství nad římskou společností.
- Стихотворения (1857, Básně), sbírka básní.
- Фрески (1858, Fresky), poetický cyklus.
- Псковитянка (1860, Pskoviťanka). historické drama založené na skutečné události - příchodu cara Ivana Hrozného do Pskova v roce 1570 po novgorodském masakru.
- Батя (1861, Táta), povídka o tom, jak se nevolník postaral o svou ovdovělou a zbídačenou paní, která jej pak prodala za sto rublů.

## Adaptace

### Hudba
- Псковитянка (1873, Pskoviťanka, jiný název Car Ivan Hrozný), opera ruského skladatele Nikolaje Andrejeviče Rimskáho-Korsakova na vlastní libreto podle stejnojmenné Mejovy hry, přepracováno 1894.
- Боярыня Вера Шелога (1898, Bojarka Věra Šeloga), prolog k opeře Pskoviťanka od Nikolaje Andrejeviče Rimskáho-Korsakova na vlastní libreto podle prvního jednání Mejovy hry.
- Царская невеста (1899, Carská nevěsta), opera Nikolaje Andrejeviče Rimskáho-Korsakova, libreto podle stenojmenné Mejovy hry napsal Ilja Fjodorovič Tjumeněv
- Сервилия (1902, Servilia), opera Nikolaje Andrejeviče Rimskáho-Korsakova na vlastní libreto podle stehnojmenné Mejovy hry.

### Film
- Царь Иван Васильевич Грозный (1915, Car Ivan Vasiljevíč Hrozný), ruský němý film podle libreta Rimskáho-Korsakova k opeře Pskoviťanka , režie Alexandr Ivanov-Gaj, v titulní roli Fjodor Ivanovič Šaljapin.

## Česká vydání
- Ukázky z básníkovy tvorby jsou osbaženy
  - v antologii ruské poezie Niva, Praha: František Šimáček 1885, přeložil František Chalupa
  - v knize Lampa útšchy: antologie světové poezie v překladech Ivana Slavíka, Praha: H&H 1996, přeložil Ivan Slavík.
- Autorova povídka Pivoňky je obsažena v 66. svazku edice 1000 nejkrásnějších novell 1000 světových spisovatelů, Praha: Josef R. Vilínek 1913.